# Bzowate
Bzowate (Sambucaceae Batsch) – rodzina roślin należąca według systemu Reveala z lat 1993–1999 do rzędu szczeciowców (Dipsacales). Jest to rodzina monotypowa, zawierająca tylko jeden rodzaj – bez (Sambucus), który w dawniejszych ujęciach systematycznych (np. system Cronquista z 1981) włączany był do przewierniowatych (Caprifoliaceae), a w najnowszych systemach APG włączany jest do piżmaczkowatych (Adoxaceae)

## Systematyka
Pozycja w systemie Reveala (1993–1999)
Gromada okrytonasienne (Magnoliophyta Cronquist), podgromada Magnoliophytina Frohne & U. Jensen ex Reveal, klasa Rosopsida Batsch, podklasa dereniowe (Cornidae Frohne & U. Jensen ex Reveal), nadrząd Dipsacanae Takht., rząd szczeciowce (Dipsacales Dumort.), rodzina bzowate (Sambucaceae Batsch).
Podział w ujęciu Reveala
- podrodzina: Sambucoideae Kostel
  - plemię: Sambuceae A. Rich. ex Duby
    - rodzaj: bez, dziki bez (Sambucus L.)